# Acrodactyla indica
Acrodactyla indica är en stekelart som beskrevs av Setsuya Momoi 1966. Acrodactyla indica ingår i släktet Acrodactyla och familjen brokparasitsteklar. Inga underarter finns listade i Catalogue of Life.